# Црква Светог Илије пророка у Маглају
44° 32′ 59″ N 18° 05′ 51″ E / 44.54972° С; 18.09750° И
Црква Светог Илије пророка је храм Српске православне цркве која се налази у Маглају. Припада Митрополији дабробосанској, а изграђена је 1908. године. За Национални споменик Босне и Херцеговине проглашена је на седници одржаној у фебруару 2013. године.

## Опис
Црква припада типу једнобродне засвођене грађевине која има бочне певнице, звоник на западној страни и апсиду на источној страни. оријентисана дужом страном у правцу исток-запад и има правоугаону основу чије спољашње димензије износе око 11,0 х 15,1 м (дужина мерена са апсидом). Зидови цркве израђени су од камена и опеке. На цркви постоје два портала.
Унутрашњи простор цркве чине: припрата изнад које се налази галерија, затим молитвени простор (наос) и олтарски простор који је смештен у апсиди.
Централни део цркве је засвођен и наткривен двоводним кровом. Певнице и апсида су прекривене засебним полигоналним крововима. Комплет кровна конструкција израђена је од дрвета а кровни покривач од бакрарног лима.
У осовини цркве, на њеном западном прочељу, налази се звоник. Звоник представља монументални торањ квадратне основе који је постављен на четири масивна стуба. Димензије звоника износе 2,4 х 2,4 м, а висина торња износи око 17,5 м. Зидови звоника су израђени од опеке чија дебљина износи 85 цм. Купола је постављена на витки, осмострани тамбур. Кров звоника је прекривен плитком куполом која је израђена од дрвета, а прекривена је бакарним лимом. У делу звоника који има октогоналну основу смештено је звоно, а на свим октогоналним странама налази се по један прозорски отвор са жалузинама који се лучно завршава. Висина звоника до темена куполе износи око 14,40 м а крст на врху цркве који је израђен од кованог гвожђа је висине 2,00 м. На западном зиду звоника, изнад дрвеног портала, смештена је бифора изнад које се налази кружно затворено удубљење. Украсни лук изнад бифоре као и кружно удубљење профилисани су плитком геометријском пластиком у фасадном малтеру.
Иконостас цркве израђен је током 2007. године. Рам иконостаса израдио је Здравко Поповић из Бање Луке, а иконе иконописац и фрескописац Горан Пешић. Рам иконостаса је израђен од дрвета. На рам су причвршћене иконе, рађене на лесониту са представама различитих сцена. У композиционом погледу распоред икона на иконостасној прегради се може поделити на двије хоризонталне целине.
Свод цркве је током 2007. и 2008. године осликан. Осликавање је радио Горан Пешић, иконописац и фрескописац из Истока (Србија, Метохија). До 2012. године осликан је простор апсиде и наоса цркве.

## Историјат
Маглајска парохија основана је решењем Митрополије дабробосанске у Сарајеву 1883. године. Изградња цркве започета је 1906. године и трајала је до 1908. године кад је црква и освештана. Изграђена у духу историцизма, уз примену генералних елемената византијске средњовековне архитектуре, која је карактеристична за сакралне објекте православне провинијенције са краја 19. и почетка 20. века. У току рата у БиХ црква је гранатирањем и паљењем знатно девастирана. Звоник је у горњем делу био урушен, а кровна конструкција спаљена. Преостали зидови су се урушили усљед утицаја атмосфералија.
Рехабилитација цркве започета је првом половином 2003. године, и трајала је до 30. септембра 2007. године. Радови на реконструцији објекта рађени су према документацији Главног пројекта Реконструкција-санација Православне цркве Светог Пророка Илије у Маглају из 2003. године урађеној од стране ФАБИНГ Сарајево, пројектовање, инжењеринг, консалтинг. Изради овог пројекта предходио је пројекат конзерваторско-рестаураторских радова којег је израдио Завод за заштиту споменика у саставу Федералног министарства културе и спорта, на основу којег је утврђено да је црква габаритима и изгледом поновила изглед цркве из 1906-1908.